# Lijst van rijksmonumenten in Opsterland

Opsterland

De gemeente Opsterland telt 112 inschrijvingen in het rijksmonumentenregister. Hieronder een overzicht. Voor een overzicht van alle beschikbare afbeeldingen zie de categorie Rijksmonumenten in Opsterland op Wikimedia Commons.

## Allardsoog
De plaats Allardsoog (Allardseach) telt 2 inschrijvingen in het rijksmonumentenregister.
| Object                    | Oorspronkelijke functie? | Bouwjaar          | Architect | Locatie                                          | Coördinaten?                 | Nr.?  | Afbeelding                           |
| ------------------------- | ------------------------ | ----------------- | --------- | ------------------------------------------------ | ---------------------------- | ----- | ------------------------------------ |
| Voorm. herberg Allardsoog | Horeca                   | 1785 1890 (herb.) |           | Jarig van der Wielenwei 14                       | 53° 5' 23" NB, 6° 18' 37" OL | 31806 | Allardsoog Voorm. herberg Allardsoog |
| Landweer                  | Omwalling                | 17e eeuw          |           | op de Fries-Drentse grens bij De Drie Provinciën | 53° 5' 7" NB, 6° 18' 30" OL  | 31811 | Landweer                             |

## Bakkeveen
De plaats Bakkeveen (Bakkefean) telt 10 inschrijvingen in het rijksmonumentenregister. Zie de Lijst van rijksmonumenten in Bakkeveen voor een overzicht.

## Beetsterzwaag
De plaats Beetsterzwaag (Beetstersweach) telt 49 inschrijvingen in het rijksmonumentenregister. Zie de Lijst van rijksmonumenten in Beetsterzwaag voor een overzicht.

## Gorredijk
De plaats Gorredijk (De Gordyk) telt 20 inschrijvingen in het rijksmonumentenregister. Zie de Lijst van rijksmonumenten in Gorredijk voor een overzicht.

## Hemrik
De plaats Hemrik (De Himrik) telt 3 inschrijvingen in het rijksmonumentenregister.
| Object | Oorspronkelijke functie? | Bouwjaar                                                       | Architect | Locatie        | Coördinaten?                | Nr.?  | Afbeelding        |
| --- | ------------------------ | -------------------------------------------------------------- | --------- | -------------- | --------------------------- | ----- | ----------------- |
| Hallenhuisboerderij met zesruitsvensters en op twee lichtopeningen na gesloten topgevel onder rieten dak                                             | Boerderij                | mog. 18e eeuw                                                  |           | Himrikerpaed 4 | 53° 2' 6" NB, 6° 7' 33" OL  | 31854 | Upload foto       |
| Keuterijtje met voorhuis tegen topgevel met vensters met roedenverdeling, vlechtingen en kleine lichtopeningen onder rieten zadeldak met schoorsteen | Boerderij                | mog. 18e eeuw                                                  |           | Himrikerpaed 1 | 53° 2' 4" NB, 6° 7' 30" OL  | 31855 | Upload foto       |
| Witte Kerk, hervormde kerk op kerkhof met klokkenstoel                                                                                               | Kerk en kerkonderdeel    | oorspr. middeleeuwen 1739 (herbouw kerk, oorspr. klokkenstoel) |           | Binnenwei 22   | 53° 1' 53" NB, 6° 8' 17" OL | 31856 | Meer afbeeldingen |

## Jonkersland
De plaats Jonkersland (Jonkerslân) telt 1 inschrijving in het rijksmonumentenregister.
| Object            | Oorspronkelijke functie? | Bouwjaar | Architect | Locatie         | Coördinaten?                | Nr.?  | Afbeelding        |
| ----------------- | ------------------------ | -------- | --------- | --------------- | --------------------------- | ----- | ----------------- |
| Den Vriezen Sathe | Boerderij                | 1769     |           | De Nije Sleat 5 | 52° 58' 25" NB, 6° 2' 3" OL | 31857 | Meer afbeeldingen |

## Langezwaag
De plaats Langezwaag (Langsweagen) telt 1 inschrijving in het rijksmonumentenregister.
| Object                   | Oorspronkelijke functie? | Bouwjaar          | Architect | Locatie  | Coördinaten?                 | Nr.?  | Afbeelding        |
| ------------------------ | ------------------------ | ----------------- | --------- | -------- | ---------------------------- | ----- | ----------------- |
| Kerk en toren op kerkhof | Kerk en kerkonderdeel    | 1781 1927 (rest.) |           | 't Hou 9 | 52° 58' 57" NB, 6° 0' 10" OL | 31858 | Meer afbeeldingen |

## Lippenhuizen
De plaats Lippenhuizen (Lippenhuzen) telt 5 inschrijvingen in het rijksmonumentenregister.
| Object                      | Oorspronkelijke functie? | Bouwjaar                  | Architect                                                  | Locatie            | Coördinaten?               | Nr.?   | Afbeelding                  |
| --------------------------- | ------------------------ | ------------------------- | ---------------------------------------------------------- | ------------------ | -------------------------- | ------ | --------------------------- |
| Piterkerk                   | Kerk en kerkonderdeel    | oorspr. 1743 1860 (herb.) |                                                            | De Buorren 30      | 53° 1' 2" NB, 6° 5' 31" OL | 31859  | Meer afbeeldingen           |
| Voorm. Nieuwe Tolhuis       | Werk-woonhuis            | ca. 1860                  |                                                            | Sweachsterwei 7    | 53° 2' 6" NB, 6° 4' 11" OL | 31864  | Meer afbeeldingen           |
| Watertoren                  | Nutsbedrijf              | 1932                      | verm. E.C. Storm van 's-Gravensande                        | De Buorren 149     | 53° 1' 24" NB, 6° 6' 3" OL | 513162 | Meer afbeeldingen           |
| Watertoren, erfafscheiding  | Erfscheiding             | 1932                      | verm. E.C. Storm van 's-Gravensande                        | bij De Buorren 149 | 53° 1' 24" NB, 6° 6' 3" OL | 513163 | Meer afbeeldingen           |
| Kop-rompboerderij vh. Velde | Boerderij                | 1918 1984 (uitbr.)        | H. Beetsma Vrijburg (schuur) mog. S. de Clercq (boerderij) | Sweachsterwei 2    | 53° 2' 7" NB, 6° 4' 15" OL | 513183 | Kop-rompboerderij vh. Velde |

## Nij Beets
De plaats Nij Beets telt 2 inschrijvingen in het rijksmonumentenregister.
| Object                                             | Oorspronkelijke functie? | Bouwjaar | Architect        | Locatie                  | Coördinaten?                 | Nr.?   | Afbeelding                                         |
| -------------------------------------------------- | ------------------------ | -------- | ---------------- | ------------------------ | ---------------------------- | ------ | -------------------------------------------------- |
| Voorm. turfmakershuisje (onderdeel van It Damshûs) | Woonhuis                 | ca. 1870 |                  | Domela Nieuwenhuisweg 49 | 53° 4' 9" NB, 5° 59' 48" OL  | 31861  | Voorm. turfmakershuisje (onderdeel van It Damshûs) |
| Zuidergemaal (Sudergemaal)                         | Gemaal                   | 1924-'25 | G.R. Bloembergen | Ripen 3                  | 53° 3' 25" NB, 5° 58' 26" OL | 513181 | Meer afbeeldingen                                  |

## Olterterp
De plaats Olterterp telt 4 inschrijvingen in het rijksmonumentenregister.
| Object                              | Oorspronkelijke functie?  | Bouwjaar                                                | Architect                       | Locatie                | Coördinaten?                | Nr.?   | Afbeelding                        |
| ----------------------------------- | ------------------------- | ------------------------------------------------------- | ------------------------------- | ---------------------- | --------------------------- | ------ | --------------------------------- |
| Sint-Hippolytuskerk, Hervormde kerk | Kerk en kerkonderdeel     | late middeleeuwen (schip) 1744 (toren) 1912-'13 (rest.) |                                 | Achterwei 6            | 53° 3' 60" NB, 6° 6' 2" OL  | 31862  | Meer afbeeldingen                 |
| Huize Olterterp                     | Kasteel, buitenplaats     | 1907                                                    | verm. H.H. Sandberg van Boelens | Van Harinxmaweg 17     | 53° 3' 53" NB, 6° 5' 55" OL | 513168 | Meer afbeeldingen                 |
| Huize Olterterp, voorm. koetshuis   | Bijgebouwen kastelen enz. | 1906-'07                                                | verm. H.H. Sandberg van Boelens | bij Van Harinxmaweg 17 | 53° 3' 53" NB, 6° 5' 55" OL | 513169 | Huize Olterterp, voorm. koetshuis |
| Huize Olterterp, voorm. ketelhuis   | Industrie                 | 1927                                                    | G.J. Veenstra                   | bij Van Harinxmaweg 17 | 53° 3' 53" NB, 6° 5' 55" OL | 513170 | Upload foto                       |

## Terwispel
De plaats Terwispel telt 3 inschrijvingen in het rijksmonumentenregister.
| Object                              | Oorspronkelijke functie? | Bouwjaar | Architect | Locatie          | Coördinaten?               | Nr.?   | Afbeelding        |
| ----------------------------------- | ------------------------ | -------- | --------- | ---------------- | -------------------------- | ------ | ----------------- |
| Hervormde kerk, preekstoel          | Kerk en kerkonderdeel    | 17e eeuw |           | De Streek 25     | 53° 1' 8" NB, 6° 2' 17" OL | 31863  | Meer afbeeldingen |
| Kerk van Terwispel (Hervormde kerk) | Kerk en kerkonderdeel    | 1864     |           | De Streek 25     | 53° 1' 8" NB, 6° 2' 17" OL | 513159 | Meer afbeeldingen |
| Hervormde kerk, ijzeren hek         | Erfscheiding             | 1864     |           | bij De Streek 25 | 53° 1' 7" NB, 6° 2' 16" OL | 513160 | Upload foto       |

## Tijnje
De plaats Tijnje (De Tynje) telt 2 inschrijvingen in het rijksmonumentenregister.
| Object                                                    | Oorspronkelijke functie?  | Bouwjaar                           | Architect   | Locatie       | Coördinaten?                 | Nr.?   | Afbeelding        |
| --------------------------------------------------------- | ------------------------- | ---------------------------------- | ----------- | ------------- | ---------------------------- | ------ | ----------------- |
| Restant van een boezemmolen van het 6e en 7e Veendistrict | Industrie- en poldermolen | 1854 1911 (buiten bedrijf gesteld) |             | Ulesprong 24  | 53° 3' 24" NB, 5° 58' 10" OL | 510646 | Meer afbeeldingen |
| Gereformeerde kerk                                        | Kerk en kerkonderdeel     | 1921 1992 (verb.)                  | C. Draaisma | Rolbrêgedyk 6 | 53° 1' 54" NB, 5° 59' 39" OL | 513182 | Meer afbeeldingen |

## Ureterp
De plaats Ureterp (Oerterp) telt 4 inschrijvingen in het rijksmonumentenregister.
| Object | Oorspronkelijke functie? | Bouwjaar | Architect | Locatie          | Coördinaten?                 | Nr.?  | Afbeelding        |
| --- | ------------------------ | --- | --------- | ---------------- | ---------------------------- | ----- | ----------------- |
| Sint-Petruskerk | Kerk en kerkonderdeel    | 13e eeuw (delen noordmuur) 1766 (klokkenstoel) ca. 1800 (vensters, sloop koor) 1873 (herb. klokkenstoel) 1913 (rest. kerk) 1992 (herb. klokkenstoel) |           | Selmien East 47  | 53° 5' 44" NB, 6° 9' 16" OL  | 31865 | Meer afbeeldingen |
| Sint-Petruskerk, toren                                                                                               | Kerk en kerkonderdeel    | 13e eeuw 1956 (rest.) |           | Selmien East 47  | 53° 5' 44" NB, 6° 9' 15" OL  | 31866 | Meer afbeeldingen |
| Twee panden onder lang zadeldak evenwijdig aan de straat tussen topgevels met topschoorsteen en ankers met initialen | Woonhuis                 | 1801 |           | Weibuorren 60-62 | 53° 5' 43" NB, 6° 10' 12" OL | 31867 | Meer afbeeldingen |

## Wijnjewoude
De plaats Wijnjewoude (Wynjewâld) telt 6 inschrijvingen in het rijksmonumentenregister.
| Object                                             | Oorspronkelijke functie? | Bouwjaar                                         | Architect                           | Locatie              | Coördinaten?                 | Nr.?   | Afbeelding                |
| -------------------------------------------------- | ------------------------ | ------------------------------------------------ | ----------------------------------- | -------------------- | ---------------------------- | ------ | ------------------------- |
| Kerk van Duurswoude, predikantshuisje              | Woonhuis                 | 1759                                             |                                     | Breeberchspaed 1     | 53° 3' 47" NB, 6° 13' 12" OL | 31838  | Meer afbeeldingen         |
| Kerk van Duurswoude, orgel en klokkenstoel         | Kerk en kerkonderdeel    | ca. 1723 (orgel) 1917 (plaatsing orgel na wijz.) | F. Caspar en J.G. Schnitger (orgel) | Breeberchspaed 1     | 53° 3' 46" NB, 6° 13' 14" OL | 31839  | Meer afbeeldingen         |
| Kerk van Wijnjeterp                                | Kerk en kerkonderdeel    | 1778 1984 (rest.)                                |                                     | Tsjerkereed 2        | 53° 2' 33" NB, 6° 10' 39" OL | 31869  | Meer afbeeldingen         |
| Arbeiderswoning in ambachtelijk-traditionele stijl | Woonhuis                 | 1920                                             | Tj. en D. Keuning                   | Breeberchspaed 3     | 53° 3' 41" NB, 6° 13' 42" OL | 513177 | Meer afbeeldingen         |
| Arbeiderswoning, stookhok                          | Boerderij                | 1920                                             | Tj. en D. Keuning                   | bij Breeberchspaed 3 | 53° 3' 41" NB, 6° 13' 42" OL | 513178 | Arbeiderswoning, stookhok |
| Hervormde kerk Wijnjeterp, voorm. pastorie         | Kerkelijke dienstwoning  | 1878                                             |                                     | Weinterp 46          | 53° 2' 37" NB, 6° 10' 37" OL | 513187 | Meer afbeeldingen         |

Achtkarspelen ·
Ameland ·
Dantumadeel ·
De Friese Meren ·
Harlingen ·
Heerenveen ·
Leeuwarden ·
Noardeast-Fryslân ·
Ooststellingwerf ·
Opsterland ·
Schiermonnikoog ·
Smallingerland ·
Súdwest-Fryslân ·
Terschelling ·
Tietjerksteradeel ·
Vlieland ·
Waadhoeke ·
Weststellingwerf